# مقاطعة لاهيجان
مقاطعة لاهيجان (بالفارسية: شهرستان لاهیجان) هي مقاطعة إيرانية في محافظة غيلان في إيران. عاصمة المقاطعة هي لاهيجان. بلغ تعداد السكان عام 2006 161,491 نسمة في 48,075 عائلة.